# So 344 (航空機)
ゾンボルト So 344は、ドイツのハインツ・ゾンボルト技師が設計していた迎撃機。

## 概要
So 344は元々パラサイト・ファイターとして計画されていたが、1944年1月に、ハインツ・ゾンボルト技師によって、「爆撃編隊攻撃機」という機体に変更された。So 344には敵の重爆撃機を効率よく撃墜するための特徴があった。

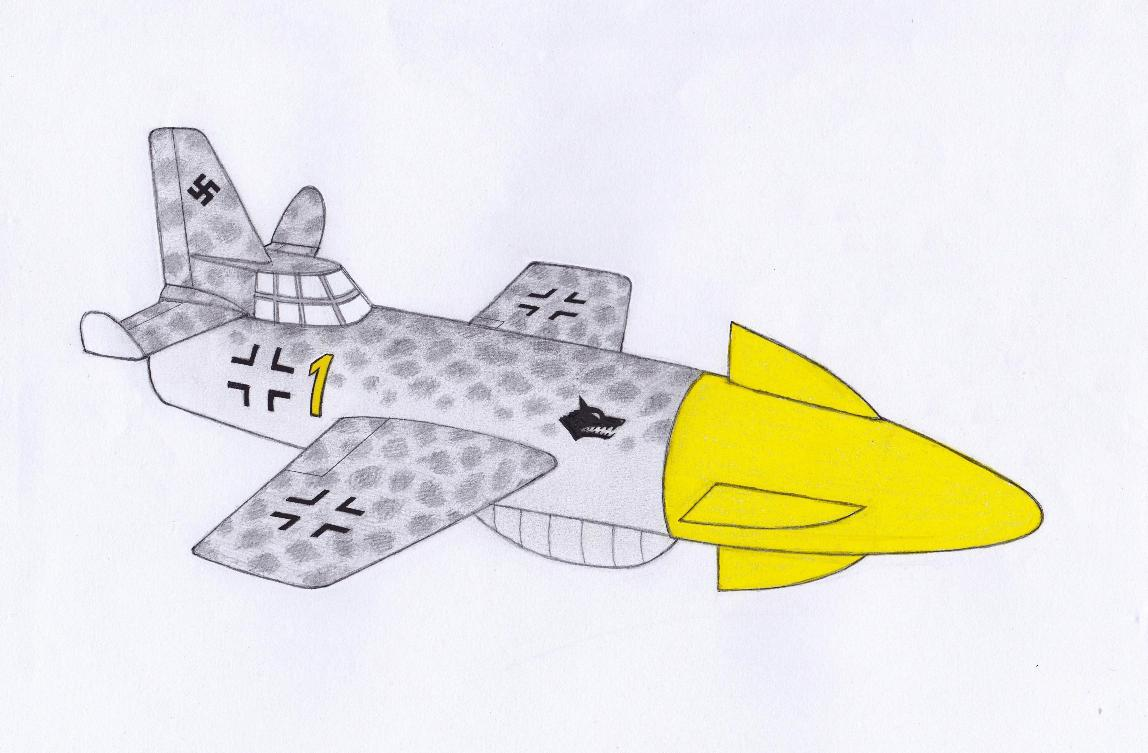
So 344のイメージ

So 344の機首には500kgもの炸薬と安定フィン、そして近接信管が装備されていて、これを攻撃のため切り離すことが出来た。この500kgという炸薬の量は、ドイツが同じく計画していた編隊攻撃用地対空ミサイル「エンツィアン」と同じ量であり、それらにより爆撃機の編隊に対し大きな攻撃力を持つ予定であった。その他の固定装備としては、2門の機関銃、またはそれと1門の機関砲を装備するものとされた。So 344は特別に改造された爆撃機により戦闘空域まで運ばれ、ヴァルターロケットにより飛行し、攻撃と離脱を行う。離脱後は、固定されたソリによって着陸する。
So 344は模型による風洞実験は行われたとされているが、1945年の初期に計画は中止された。
なお、この機体はしばしば"Rammschussjäger"(衝角突撃機)と呼称されるが、これは誤りである。また、So 344の正式名はドイツ航空省から与えられた物なのかゾンボルトによって個人的に与えられたものなのかははっきりしていないが、344の番号はRk 344(ルールシュタール X-4 空対空ミサイルの事)として使われている。

## スペック（計画値）
- 全長：7 m
- 全幅：5.7 m
- 武装：機関銃　×２